# Санта Марија (Терамо)
Санта Марија је насеље у Италији у округу Терамо, региону Абруцо.
Према процени из 2011. у насељу је живело 203 становника. Насеље се налази на надморској висини од 409 м.